# Stazione di Logroño
La stazione di Logroño (in spagnolo Estación de Logroño) è la principale stazione ferroviaria di Logroño, Spagna.